# Gottfried Joseph von Raesfeld
Gerardus Gottfried Joseph von Raesfeld (* 23. September 1706 in Köln; † 21. Dezember 1765 in Bonn) war kurkölnischer Großkanzler und Konferenzminister des Kurfürsten Clemens August von Bayern.

## Familie
Er stammte aus der Linie Romberg des Adelsgeschlechts Raesfeld und war der Sohn des kurkölnischen Hofrates Dr. jur. Johann Gottfried von Raesfeld (1659–1728) und der Agnes Valeria von Nemhardt († 1737), einer Tochter des Valerius von Nemhardt und der Sibilla la France. Paten waren Joh. Gerardus Gise und Magdalena Fürstin.

## Leben und Karriere
Das Studium der Rechte schloss er mit der Promotion zum Dr. jur. ab. Sein in der kurkölnischen Administration bereits beschäftigter Vater Johann Gottfried von Raesfeld verschaffte ihm nach dem Abschluss seiner Studien den Eintritt in die kurkölnische Beamtenlaufbahn bei der Zentralregierung in Bonn. Er avancierte zum Hof- und Regierungsrat sowie zum Vogt der Stadt Bonn, wo er sich als guter Jurist und Verwaltungsfachmann bewährte. In der Folge stieg er zum Staatssekretär auf. Er war in den „Expeditionen für Münster und Paderborn“ für die ebenfalls von Clemens August von Bayern regierten Hochstifte Münster und Paderborn. Bald wurde er für die gesamten „Reichs- und Auswärtigen Angelegenheiten“ zuständig. Später übertrug ihm Kurfürst Clemens August, die Leitung und Bearbeitung sämtlicher „hoch-politischen Angelegenheiten“. Im September 1755 traf ein in Venedig ausgestellter Befehl des Kurfürsten in Bonn ein, durch den Gottfried Joseph von Raesfeld zum Großkanzler und Kurkölnischen Hofrats-Kanzler ernannt wurde. Im Juni 1756 wurde er auch noch zum Staats- und Konferenzminister mit der Aufgabe der „Akkordierung aller militärischen Honneurs“ ernannt. Er trug den Titel „Grand-Chancelier de la Cour et du conceil antique et interdant des archives.“  Schließlich wurde er noch zum Präsidenten des Staatsrates („president du conceil d’état“) ernannt. Am 14. März 1757 wurde ihm durch Kaiser Franz I., den Gemahl der Erzherzogin Maria Theresia von Österreich, die Erhebung in den Reichsfreiherrnstand zuteil.
So sah er sich  mit einer Machtfülle ausgestattet, wie sie vor ihm in dieser Verwaltung kaum einer innegehabt hatte. Der neue Großkanzler wurde nach außen der alleinige Vertreter der kurkölnischen Politik. Er war in diesen schwierigen politischen Zeiten – zudem bei leeren Kassen – nach dem Urteil fremder Diplomaten genötigt, ohne fremde Hilfe alle Geschäfte zu erledigen. Mit Eifer bemühte sich Gottfried von Raesfeld, die Masse der Arbeit zu bewältigen, was ihm durch seine zu diesem Zeitpunkt noch allseits attestierten großen Kenntnisse erleichtert wurde.
Seiner Standeserhöhung zum Reichsfreiherrn lag folgender politischer Sachverhalt zugrunde: Unter dem Wittelsbacher Clemens August, dem Fürstbischof von Münster seit 1719 und Kurfürst von Köln 1722–1761, war die kurkölnische Politik traditionell der anti-habsburgischen Richtung gefolgt. Der Vater des Kurfürsten Clemens August, Kurfürst Max Emanuel von Bayern, war der engste Verbündete Ludwig XIV. im Spanischen Erbfolgekrieg. 1740 protestierte der ältere Bruder Clemens Augusts, der bayrische Kurfürst Karl Albrecht, beim Tod Kaiser Karl VI. sofort gegen die „Pragmatische Sanktion“ mit Preußen, Sachsen und Frankreich als Verbündete. Er griff damit Maria Theresia, die einzige Tochter Karls VI., an und beanspruchte die habsburgischen Erblande. Karl Albrecht wurde 1742 als Karl VII. zum Kaiser gewählt und gekrönt. In diesem Kampf gegen die Habsburger war Clemens August der eifrigste Parteigänger seines Bruders, der auch durch seine ungewöhnlich hohen Geldmittel diese Wahl beeinflussen konnte.
Bei der Verfolgung dieser politischen Ziele trat Gottfried Josef von Raesfeld noch wenig hervor. Als aber 1745 Kaiser Karl VII. starb, wurde damit die Politik des bayrischen Hauses auch gegenstandslos, denn sein Nachfolger wurde von den Habsburgern gewonnen. Das Haus Wittelsbach, also auch Clemens August, erkannte nun die „Pragmatische Sanktion“ an und Franz I. Stephan wurde am 13. September 1745 zum deutschen Kaiser gewählt.
Nun begann das Werben um das französische Bündnis gegen Friedrich den Großen. Der Bonner Hof unterstützte die Politik Habsburgs. 1756 wurde das französisch-österreichische Bündnis geschlossen. An dieser politischen Arbeit hatte Gottfried Joseph von Raesfeld maßgeblichen Anteil, da sein Dienstherr Kurfürst Clemens August sich mehr der Kunst und Jagd widmete. In dieser Zeit entstanden das Schloss zu Brühl, das Poppelsdorfer Schloss, die Erweiterungsbauten der kurfürstlichen Residenz in Bonn und schließlich das Bonner Rathaus. Clemens August, der 1761 starb, setzte in seinem Testament vom 6. Februar 1761 Gottfried Josef von Raesfeld ein Legat von 1000 Reichsthalern aus.
Dem Wittelsbacher Clemens August folgte als Fürstbischof Maximilian Friedrich von Königsegg-Rothenfels, der sich noch weniger als sein Vorgänger um die Politik und die Regierungs- und Verwaltungsarbeit in seinem Territorium kümmerte. Sie lag jetzt ausschließlich in den Händen Gottfried Joseph von Raesfelds. Seine Leistung wird in eigentlich allen Geschichtsquellen als mustergültig anerkannt. Er hielt sich vom Hofleben fast gänzlich fern und widmete sich in seinen wenigen Mußestunden mit Leidenschaft der Musik. So gelang es ihm, sich weitestgehend aus Hofintrigen herauszuhalten und sich als einziger Minister die Gunst Clemens Augusts bis zu dessen Tod zu erhalten. Natürlich lag ihm viel daran, seine Position auch unter dem neuen Regenten zu erhalten. Gleich nach dem Tode Clemens Augusts wandte er sich an den kaiserlich-österreichischen Gesandten Graf Pergen mit der Bitte,

„sich nunmehr, da nach so vielen Jahren herzu Ihre Kaiserliche Majestät sich mit der größten Mühe und erlittenem unbeschreiblichen Verdruß die gute Gesinnung seiner gnädigsten Landesherren auf alle nur ersinnliche Weise unterhalten habe, nicht werde zum Spott seiner dadurch erworbenen Feinde und Neider zugrunde gehen lassen, sondern die Wirklichkeit der mir versicherten Protektion dadurch werde empfinden lassen, daß es bei künftigem Kurfolger dahin eingeleitet werde, damit bei der Ministerie desselben ich auf eine anständige Weise erhalten werde.“

Die österreichischen Vertreter und auch der französische Gesandte setzten sich für den Verbleib Gottfried von Raesfelds in seinem Amt ein. Kurfürst Maximilian Friedrich zeigte dagegen wenig Neigung für den alten Großkanzler, erklärte sich aber bereit, ihm wenigstens die Besorgung der Reichs- und Kreissachen zu belassen. Nach 1764 verschwand der Name des Großkanzlers von Raesfeld aus den Hofalmanachen. Das Urteil des neuen französischen Gesandten Bausset über den Großkanzler lautete ganz anders als das des alten: Er sagte ihm eine „unerschütterliche Stupidität und Unfähigkeit“ nach.
In manchen politischen Angelegenheiten war sein Gegenspieler sein weitläufiger Vetter Peter von Raesfeld, klevischer Regierungskanzler Friedrich des Großen aus dem Ast Kleve-Kreuzforth-Winnenthal.
Raesfeld starb unverheiratet am 21. Dezember 1765 im Alter von 59 Jahren und wurde in St. Martin zu Bonn beigesetzt. Der Begräbniseintrag im Kirchenbuch St. Martin in Bonn lautet:

„mortui 1765, 21. decembris sepultus fuit in ecclesia St. Martini excellentissimus Dominus Godefridus Josephus liber baro de Raesfeldt serenissimi gloriosae memoriae Clementis Augusti magnus cancellarius et Eminentissimi Principis Electoris Maximiliani Friderici Regiminis cancellarius, Director feudorum et Archivii, aetatis 58.“

## Belege
1. 1 2 3 4  Walter von Raesfeld: Das Geschlecht der Freiherren und Herren von Raesfeld. Recklinghausen 1962, S. 285ff. mwN
2. 1 2  Annalen des historischen Vereins für den Niederrhein, insbesondere des alten Erzbistums Köln, 144 und 145; Abschnitt: „Minister und Kanzler, Konferenz und Kabinett in Kur-Köln im 17. und 18. Jahrhundert“ Heft 1946/7 S. 189–195.
3. 1 2  Anton Fahne: Der denkwürdige und nützliche rheinische Antiquarius, Mittelrhein III Abt. 5 Band III
4. ↑  Urkunde über die Erhebung des Jos. Von Raesfeld in den Reichsfreiherrnstand, Dokumente Kur-Köln; Begl. Kopie im Archiv des Verfassers
5. ↑  Aus den Familienaufzeichnungen des Archivars zu Koblenz Hermann van Ham; 25.03.-1954

| Personendaten    | Personendaten                                                         |
| ---------------- | --------------------------------------------------------------------- |
| NAME             | Raesfeld, Gottfried Joseph von                                        |
| KURZBESCHREIBUNG | deutscher Staatsmann, kurkölnischer Großkanzler und Konferenzminister |
| GEBURTSDATUM     | 23. September 1706                                                    |
| GEBURTSORT       | Köln                                                                  |
| STERBEDATUM      | 21. Dezember 1765                                                     |
| STERBEORT        | Bonn                                                                  |